# Paulo Afonso
Paulo Afonso è un comune del Brasile nello Stato di Bahia, parte della mesoregione di Vale São-Franciscano da Bahia e della microregione di Paulo Afonso.

## Geografia fisica

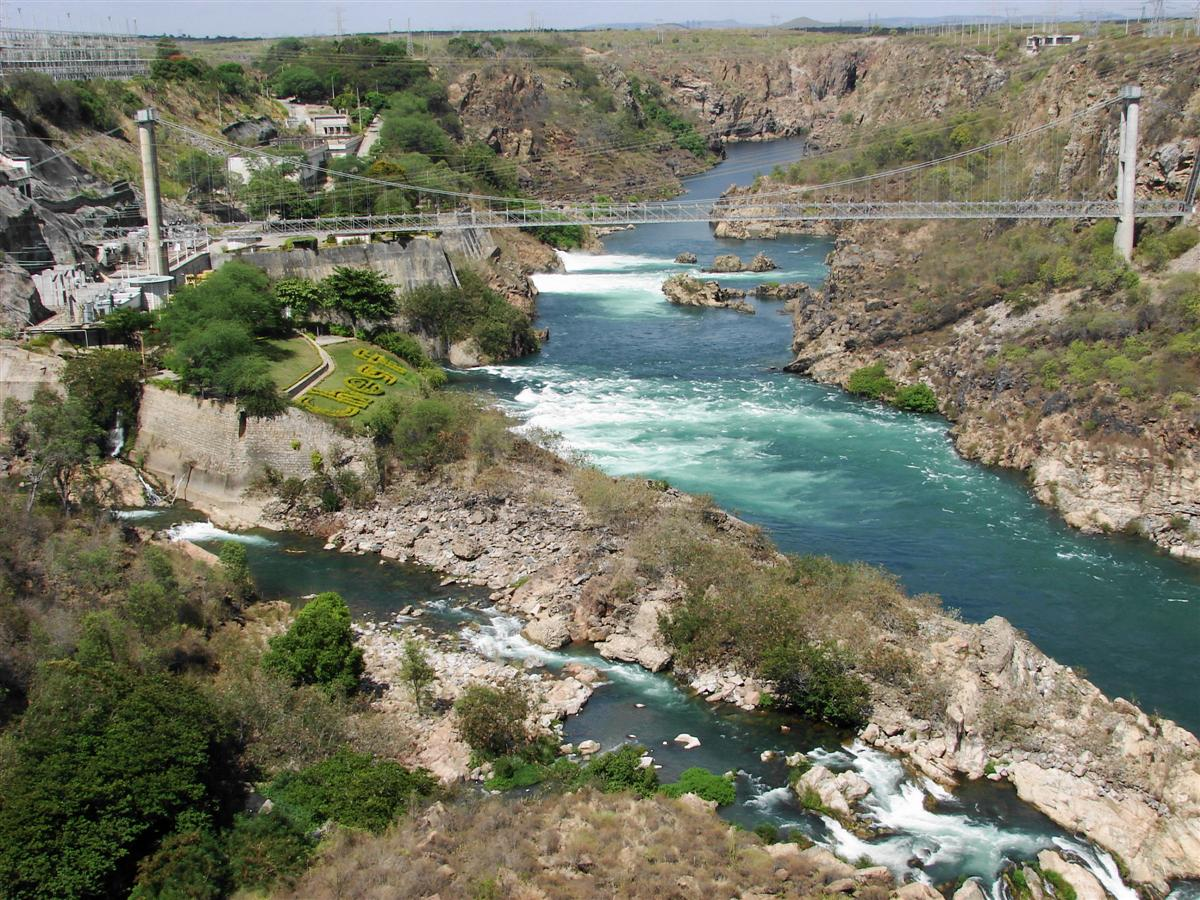
Centrali idroelettriche sul fiume São Francisco nei pressi di Paulo Afonso

Il comune è attraversato dal fiume São Francisco che forma delle famose cascate, insieme al suo affluente Moxotó alimenta un complesso di centrali idroelettriche che fanno di Paulo Afonso una "capitale dell'energia".

## Infrastrutture e trasporti
La città è servita dall'aeroporto di Paulo Alfonso.

## Amministrazione
Divenne amministrazione autonoma nel 1958.